# Mustaa kahvia
Mustaa kahvia è un brano musicale della cantante finlandese Jenni Vartiainen, estratto come quarto singolo dal suo album di debutto Ihmisten edessä. Mustaa kahvia è stato pubblicato il 17 marzo 2008 su iTunes nel formato di EP, assieme ad altri tre brani.

## Tracce
1. Mustaa kahvia – 3:47
2. Mustaa kahvia (Phonky Asses Club Remix) – 4:57
3. Ihmisten edessä (FBOTI's 2 AM Remix) – 5:15
4. Toinen (FBOTI's Third Wheel Remix) – 7:18